# Gert Schlechtriem
Gert Schlechtriem (* 8. Mai 1929 in Aurich; † 25. November 1998 in Bremerhaven) war ein deutscher Volkskundler und Museumsdirektor.

## Biografie
Schlechtriem absolvierte die Handelsschule in Aurich. Nach dem Abitur studierte er ab 1950 an der Universität zu Köln, der Rheinischen Friedrich-Wilhelms-Universität Bonn, der Universität Hamburg, der Christian-Albrechts-Universität zu Kiel und der Westfälischen Wilhelms-Universität Münster Volkskunde, Vorgeschichte, Kunst, Wirtschaft und Literatur. Während seiner Schul- und Studienzeit war er im Bereich der Heimatkunde aktiv. 1957–1959 inventarisierte er Museen in Münster und Detmold durch.
1959 erhielt er die Leitung des Morgenstern-Museums in Bremerhaven, das noch provisorisch untergebracht war und 1960/61 neue Ausstellungsräume in der Kaistraße 6 am Yachthafen erhielt. 1966 gelang es ihm, die Seute Deern (Schiff, 1919) als erstes  Museumsschiff im Alten Hafen festzumachen. Die Sammlung zur Schifffahrtsgeschichte wurde Anfang der 1970er Jahre an das neu gegründete Deutsche Schifffahrtsmuseum abgegeben und Schlechtriem wurde zusätzlich einer der drei Direktoren dieses Museums. Es gelang ihm, dass 1987 ein Neubau errichtet wurde. Damit verbunden war ein neues inhaltliches, gestalterisches und didaktisches Konzept, mit dem Schwerpunkt der Stadtgeschichte. Bis 1992 blieb er Leiter des seit 1987 umbenannten Historischen Museum Bremerhaven/Morgenstern-Museum. Er hat sich ausgezeichnet als glänzender Organisator des Museums, seiner Sonderausstellungen und bei der Beschaffung von Exponaten und wurde dafür mehrfach ausgezeichnet. Er war 1966 Mitgründer der Schiffahrtsgeschichtlichen Gesellschaft.
Nach seinem Tode wurde er auf dem Friedhof in Imsum (Geestland) beerdigt.

## Ehrungen
- Hermann-Allmers-Preis (1985)
- Ubbo-Emmius-Medaille der Ostfriesischen Landschaft (1991)

## Werke
- Marie Ulfers mit Gert Schlechtriem: Windiger Siel. Schuster Verlag, 2002, ISBN 978-3-7963-0155-1 (Erstausgabe:  1949).
- Bremerhaven in alten Ansichtskarten. 1977, ISBN 3-88189-005-X.
- Schiffe und Häfen. Bremerhaven 1987.
- Publikationen im Niederdeutschen Heimatblatt
  - Historischer Kachelofen im Marschenhaus. Interessante Neuerwerbung des Bauernhausvereins. In: Männer vom Morgenstern Heimatbund an Elb- und Wesermündung e. V. (Hrsg.): Niederdeutsches Heimatblatt. Nr. 404. Nordsee-Zeitung GmbH, Bremerhaven August 1983, S. 3 (Digitalisat [PDF; 4,5 MB; abgerufen am 29. Mai 2021]).
  - Scharoun-Foto im Bohls-Nachlass. In: Männer vom Morgenstern Heimatbund an Elb- und Wesermündung e. V. (Hrsg.): Niederdeutsches Heimatblatt. Nr. 404. Nordsee-Zeitung GmbH, Bremerhaven August 1983, S. 4 (Digitalisat [PDF; 4,5 MB; abgerufen am 29. Mai 2021]).
  - Blick in ein niedersächsisches Bauernhaus: 200 Jahre altes Vorbild für Ansichtspostkarte in Frelsdorf wiederentdeckt. In: Männer vom Morgenstern, Heimatbund an Elb- und Wesermündung e. V. (Hrsg.): Niederdeutsches Heimatblatt. Nr. 473. Nordsee-Zeitung GmbH, Bremerhaven Mai 1989, S. 3 (Digitalisat [PDF; 4,5 MB; abgerufen am 7. Mai 2021]).
  - Leopold Schönchens Geestemünder Fischereimotive. In: Männer vom Morgenstern, Heimatbund an Elb- und Wesermündung e. V. (Hrsg.): Niederdeutsches Heimatblatt. Nr. 476. Nordsee-Zeitung GmbH, Bremerhaven August 1989, S. 3 (Digitalisat [PDF; 4,5 MB; abgerufen am 12. Mai 2021]).